# Amelia (Florida)
Amelia City es un área no incorporada en el condado de Nassau, Florida, Estados Unidos. Se encuentra en la mitad sur de la isla de Amelia, en la A1A, cerca del río Amelia.